# Polizeiruf 110: Vorurteil?
Vorurteil? ist ein deutscher Kriminalfilm von Hans Knötzsch aus dem Jahr 1976. Der Fernsehfilm erschien als 42. Folge der Filmreihe Polizeiruf 110.

## Handlung
Busfahrer Horst Eggert und seine Frau Christine Eggert streiten sich abends mal wieder so laut, dass sogar die Nachbarin Frau Sandow davon wach wird. Horst fährt aufgebracht auf seinem Motorrad davon. Einige Stunden später glaubt ein Liebespaar an einem See, ein anderes Paar baden zu sehen. Am nächsten Morgen wird am See die Leiche von Christine Eggert gefunden. Sie wurde tot in ein Boot gelegt, ist jedoch laut Obduktion ertrunken. Oberleutnant Peter Fuchs übernimmt die Ermittlungen.
Horst ist wie immer an seiner Arbeitsstelle erschienen. Bei der Vernehmung spricht er von Christine in der Vergangenheit, sodass Peter Fuchs ihm offen sagt, dass Christine zwar tot ist, er aber den Eindruck habe, dass Horst dies bereits wisse. Obwohl kein dringender Tatverdacht besteht, wird Horst von seinen Kollegen bereits als Täter betrachtet. Sein Vorgesetzter vergibt seinen Bus an einen anderen Kollegen und versetzt Horst in die Werkstatt. Da reicht es Horst, und er geht. Kollege Gutewort wiederum vermisst 1800 Mark aus seiner Brieftasche, für die er sich ein Motorrad kaufen wollte, und hat Horst in Verdacht, das Geld für seine Flucht gestohlen zu haben. Erst später wird sich herausstellen, dass Guteworts Ehefrau das Geld heimlich aus der Brieftasche genommen hatte, um den Motorradkauf zu verhindern.
Horst ist auf der Flucht zu seinem Sohn Lutz, den er mit in die Ehe gebracht hatte, und der sich zurzeit im Ferienlager aufhält. Lutz ist froh, dass er mit seinem Vater gehen kann, weil der verwöhnte Junge nie ein Nein von seinem Vater gehört hat, im Ferienlager jedoch nach Regeln leben soll. Auch mit seiner Stiefmutter hatte Lutz immer wieder Probleme, und so ist er erfreut, als Horst ihm sagt, dass Christine nie mehr zur Familie zurückkommen wird. Horst gibt Lutz 50 Mark und bringt ihn zurück ins Ferienlager. In Horsts Wohnung haben die Ermittler inzwischen zahlreiche Medikamente sichergestellt, darunter Spezialmedizin für die nierenkranke Christine, aber auch Nerven beruhigende Mittel und Schmerzmittel. Christine hatte laut Obduktion eine große Menge an Schlafmitteln genommen, doch lassen sich derartige Medikamente im Haus nicht finden. Im Ferienlager wiederum hatte der Betreuer Horst gegenüber geäußert, dass der Junge scheinbar nur von Tabletten lebt, so zieht er es auch vor, seine Zahnschmerzen mit Schmerztabletten statt mit einem Zahnarztbesuch zu kurieren.
Horst begibt sich zu seinem Schwager Rudi Töpfer, der bereits von Peter Fuchs Besuch erhalten hat. Rudi erzählt dem Ermittler, dass Christine als Kind sexuell missbraucht wurde, was eine Erklärung für ihr emotionales Ungleichgewicht wäre. Peter Fuchs erwartet Horst bei Rudi und nimmt ihn schließlich fest. Bei der Vernehmung berichtet Horst schließlich vom Abend. Er sei durch den Wald gefahren, bis sein Motorrad plötzlich gestreikt habe. Es gab einen Defekt, was auch die Ermittlungen bestätigt haben. Horst wollte Ersatzteile holen, als er Christines Fahrrad in der Nähe sah. Christine selbst saß am See, schien ihn jedoch nicht zu bemerken. Er rief nach ihr, doch sie erhob sich und machte scheinbar Anstalten, baden zu gehen. Er sah, wie sie ins Wasser fiel und wünschte ihr wütend ein schönes Bad. Als er mit den Ersatzteilen zurückkam, war Christines Fahrrad immer noch am selben Platz. Er fuhr auf dem Fahrrad nach Hause, doch auch dort war Christine nicht. Als er zum See zurückkam, sah er ihre Leiche. Er hob sie ins am Ufer liegende Ruderboot. Erst dann überkam ihn die Angst, weil er ahnte, dass jeder ihn für den Mörder halten würde. Daher ging er nach Hause. Die Schlaftabletten in Christines Blut erweisen sich als fataler Unglücksfall: Lutz hatte die Schmerztabletten aus einem Röhrchen entnommen und stattdessen Schlaftabletten hineingefüllt. Christine nahm mehrere Schlaftabletten in der Annahme, dass es Schmerztabletten seien. Als sie ins Wasser fiel, war sie bereits unfähig, sich von selbst an Land zu begeben. Die Ermittler lassen Vater und Sohn allein.

## Produktion
Vorurteil? wurde vom 25. Mai bis 10. Juli 1976 unter dem Arbeitstitel Das Vorurteil in der Gegend um Frankfurt an der Oder gedreht. Die Kostüme des Films schufen Margarete Salow und Doris Wolf, die Filmbauten stammen von Werner Jagodzinski. Der Film erlebte am 3. Oktober 1976 im 1. Programm des Fernsehens der DDR seine Fernsehpremiere. Die Zuschauerbeteiligung lag bei 64,6 Prozent.
Es war die 42. Folge der Filmreihe Polizeiruf 110. Oberleutnant Peter Fuchs ermittelte in seinem 25. Fall. Im Film ermitteln zunächst Kollegen vom Ort, Leutnant Krüger und ABV Unterleutnant Schladitz. Beide „neigen zu schnellen Schlüssen, was die Schuld Eggerts betrifft, und es bedarf der distanzierten Betrachtungsweise des Außenstehenden Fuchs, um sich überhaupt auf die Analyse der zwischenmenschlichen Beziehungen einzulassen.“ Statt einer Suche nach einem Motiv werde der Film zu einem Stück Sozialanalyse, so die Kritik.